# Kabelle
Kabelle är en ö i Marshallöarna.   Den ligger i kommunen Rongelap, i den nordvästra delen av Marshallöarna, 700 km nordväst om huvudstaden Majuro. Arean är 0,75 kvadratkilometer.
Terrängen på Kabelle är mycket platt. Öns högsta punkt är 11 meter över havet. Den sträcker sig 1,6 kilometer i nord-sydlig riktning, och 1,2 kilometer i öst-västlig riktning.